# DEUCE/ポルノストリート in NY
『DEUCE/ポルノストリート in NY』または『ザ・デュース』（原題: The Deuce）は、2017年から2019年に放送されたアメリカ合衆国のテレビドラマシリーズ。ドラッグ、娼婦、マフィアが横行する1970年代ニューヨークの歓楽街“デュース”を描く。ジョージ・P・ペレケーノス、デヴィッド・サイモンがショーランナーを務め、ジェームズ・フランコ、マギー・ジレンホール、ベンガ・アキナベ、クリス・バウアーらが出演した。アメリカでは2017年9月から2019年9月まで、3シーズンに渡ってHBOから放送された。日本ではスターチャンネルから『DEUCE／ポルノストリート in NY』のタイトルで放送された他、ビデオオンデマンドサービスでは『ザ・デュース』のタイトルでも配信されている。

## あらすじ
1970年代、ドラッグ、娼婦、マフィアが横行するニューヨークの歓楽街“デュース”。そこで双子の兄弟ヴィンセントとフランキーは、新興のポルノ業界に参入する。

## キャスト

### メイン
ヴィンセント・マルティーノ
演 - ジェームズ・フランコ、日本語吹替 - 土田大
双子の弟。バーテンダー。
フランキー・マルティーノ
演 - ジェームズ・フランコ、日本語吹替 - 土田大
双子の兄。ギャンブラー。
アイリーン・“キャンディ”・メレル
演 - マギー・ジレンホール、日本語吹替 - 安藤麻吹
ラリー・ブラウン
演 - ベンガ・アキナベ
ボビー・ドワイヤー
演 - クリス・バウアー、日本語吹替 - 西村太佑
CC
演 - ゲイリー・カー、日本語吹替 - 神奈延年
ポール
演 - クリス・コイ、日本語吹替 - 大泊貴揮
ダーリーン
演 - ドミニク・フィッシュバック、日本語吹替 - 冠野智美
クリス・オールストン
演 - ローレンス・ギリアード・Jr、日本語吹替 - 竹田雅則
アビゲイル・“アビー”・パーカー
演 - マルガリータ・レヴィエヴァ、日本語吹替 - 行成とあ
ローリー・マディソン
演 - エミリー・ミード、日本語吹替 - 嶋村侑
Sandra Washington
演 - ナタリー・ポール
ルディ
演 - マイケル・リスポリ、日本語吹替 - 楠見尚己
Gene Goldman
演 - ルーク・カービー
Ashley (Dorothy Spina)
演 - ジェイミー・ニューマン
ハーヴィー・ワッサーマン
演 - デヴィッド・クラムホルツ、日本語吹替 - 後藤光祐
Melissa (Margaret Ross)
演 - オリヴィア・ルッカルディ
Loretta
演 - セピデ・モアフィ
Tommy Longo
演 - ダニエル・サウリ

### リカーリング
ロドニー
演 - メソッド・マン
ダニー・フラナガン
演 - ドン・ハーヴェイ
レジー
演 - マイケル・コストロフ
ビッグ・マイク
演 - Mustafa Shakir
レオン
演 - Anwan Glover
ハンク
演 - コリー・ストール、日本語吹替 - 井上和彦
マシュー・ロス
演 - デヴィッド・モース、日本語吹替 - 小形満

## エピソード
| シーズン | シーズン | 話数 | 話数 | 放送期間      | 放送期間       |
| シーズン | シーズン | 話数 | 話数 | 初回放送      | 最終回放送     |
| -------- | -------- | ---- | ---- | ------------- | -------------- |
|          | 1        | 8    | 8    | 2017年9月10日 | 2017年10月29日 |
|          | 2        | 9    | 9    | 2018年9月9日  | 2018年11月4日  |
|          | 3        | 8    | 8    | 2019年9月9日  | 2019年10月28日 |

### シーズン1 (2017)
| 通算 話数 | シーズン 話数 | タイトル                                 | 監督                       | 脚本                                                                     | 放送日                                     | U.S.視聴者数 (百万人) |
| --------- | ------------- | ---------------------------------------- | -------------------------- | ------------------------------------------------------------------------ | ------------------------------------------ | --------------------- |
| 1         | 1             | "ニューヨーク４２番街“デュース”" "Pilot" | ミシェル・マクラーレン     | ジョージ・P・ペレケーノス David Simon                                    | 2017年8月25日 (online) 2017年9月10日 (HBO) | 0.830                 |
| 2         | 2             | "日常" "Show and Prove"                  | アーネスト・ディッカーソン | リチャード・プライス ジョージ・P・ペレケーノス                           | 2017年9月17日                              | 0.839                 |
| 3         | 3             | "新境地" "The Principle Is All"          | ジェームズ・フランコ       | David Simon リチャード・プライス                                         | 2017年9月24日                              | 0.992                 |
| 4         | 4             | "儲け話" "I See Money"                   | Alex Hall                  | 原案: ジョージ・P・ペレケーノス & リサ・ラッツ 脚本: リサ・ラッツ        | 2017年10月1日                              | 0.941                 |
| 5         | 5             | "暴行" "What Kind of Bad?"               | ユタ・ブリースウィッツ     | 原案: リチャード・プライス 脚本: Will Ralston & Chris Yakaitis           | 2017年10月8日                              | 0.888                 |
| 6         | 6             | "新商売" "Why Me?"                       | ロクサン・ドースン         | 原案: リチャード・プライス & Marc Henry Johnson 脚本: Marc Henry Johnson | 2017年10月15日                             | 0.812                 |
| 7         | 7             | "変化" "Au Reservoir"                    | ジェームズ・フランコ       | 原案: David Simon & ミーガン・アボット 脚本: ミーガン・アボット          | 2017年10月22日                             | 0.953                 |
| 8         | 8             | "ある娼婦の最期" "My Name Is Ruby"       | ミシェル・マクラーレン     | David Simon ジョージ・P・ペレケーノス                                    | 2017年10月29日                             | 0.771                 |

### シーズン2 (2018)
| 通算 話数 | シーズン 話数 | タイトル                                         | 監督                   | 脚本                                    | 放送日         | U.S.視聴者数 (百万人) |
| --------- | ------------- | ------------------------------------------------ | ---------------------- | --------------------------------------- | -------------- | --------------------- |
| 9         | 1             | "５年後" "Our Raison d'Etre"                     | Alex Hall              | David Simon ジョージ・P・ペレケーノス   | 2018年9月9日   | 0.636                 |
| 10        | 2             | "女たちの目ざめ" "There's an Art to This"        | Alex Hall              | リチャード・プライス                    | 2018年9月16日  | 0.605                 |
| 11        | 3             | "現実" "Seven-Fifty"                             | Steph Green            | Chris Yakaitis                          | 2018年9月23日  | 0.585                 |
| 12        | 4             | "名無しの犠牲者" "What Big Ideas"                | ユタ・ブリースウィッツ | Anya Epstein                            | 2018年9月30日  | 0.562                 |
| 13        | 5             | "共同製作者" "All You'll Be Eating is Cannibals" | Zetna Fuentes          | リチャード・プライス カール・カポトート | 2018年10月7日  | 0.494                 |
| 14        | 6             | "みんな獣" "We're All Beasts"                    | Susanna White          | ミーガン・アボット Stephani DeLuca      | 2018年10月14日 | 0.554                 |
| 15        | 7             | "ジレンマ" "The Feminism Part"                   | Tricia Brock           | Will Ralston                            | 2018年10月21日 | 0.446                 |
| 16        | 8             | "清算" "Nobody Has to Get Hurt"                  | Tanya Hamilton         | ジョージ・P・ペレケーノス               | 2018年10月28日 | 0.480                 |
| 17        | 9             | "前進" "Inside the Pretend"                      | Minkie Spiro           | David Simon                             | 2018年11月4日  | 0.387                 |

### シーズン3 (2019)
| 通算 話数 | シーズン 話数 | タイトル                               | 監督                 | 脚本                                  | 放送日         | U.S.視聴者数 (百万人) |
| --------- | ------------- | -------------------------------------- | -------------------- | ------------------------------------- | -------------- | --------------------- |
| 18        | 1             | "７年後" "The Camera Loves You"        | Alex Hall            | David Simon ジョージ・P・ペレケーノス | 2019年9月9日   | 0.339                 |
| 19        | 2             | "例の病気" "Morta di Fame"             | Susanna White        | カール・カポトート                    | 2019年9月16日  | 0.282                 |
| 20        | 3             | "放蕩娘" "Normal Is a Lie"             | Tanya Hamilton       | Iturri Sosa                           | 2019年9月23日  | 0.299                 |
| 21        | 4             | "欲望の代償" "They Can Never Go Home"  | ジェームズ・フランコ | Will Ralston                          | 2019年9月30日  | 0.300                 |
| 22        | 5             | "復讐" "You Only Get One"              | ロクサン・ドースン   | Chris Yakaitis                        | 2019年10月7日  | 0.237                 |
| 23        | 6             | "女の値段" "This Trust Thing"          | ジェームズ・フランコ | Stephani DeLuca                       | 2019年10月14日 | 0.260                 |
| 24        | 7             | "ローリー・マディソン" "That's a Wrap" | Alex Hall            | ジョージ・P・ペレケーノス David Simon | 2019年10月21日 | 0.280                 |
| 25        | 8             | "夢のあと" "Finish It"                 | ロクサン・ドースン   | ジョージ・P・ペレケーノス David Simon | 2019年10月28日 | 0.294                 |

## 製作
2015年10月、HBOは本作のパイロット版の撮影を開始した。2017年8月25日にビデオ・オン・デマンドでパイロット版を公開、アメリカでは2017年9月10日にHBOで初回が放送された。
2018年9月20日、HBOは次の第3シーズンが最終シーズンになると発表した。2019年10月28日、最終回が放送され3シーズン計25話で完結した。

## 評価

### 批評
本作は批評家から高い評価を受けている。第1シーズンは、批評集積サイトのRotten Tomatoesに88件のレビューがあり、批評家支持率は93%、平均点は10点満点で8.67点となっている。また、Metacriticには35件のレビューがあり、加重平均値は85/100となっている。
第2シーズンは、Rotten Tomatoesに37件のレビューがあり、批評家支持率は99%、平均点は10点満点で8.4点となっている。また、Metacriticには13件のレビューがあり、加重平均値は86/100となっている。
第3シーズンは、Rotten Tomatoesに13件のレビューがあり、批評家支持率は85%、平均点は10点満点で8.43点となっている。また、Metacriticには6件のレビューがあり、加重平均値は79/100となっている。